# Шаг в сторону (мультфильм)
«Шаг в сторону» — рисованный мультипликационный фильм, который создал режиссёр Сергей Айнутдинов.
Некоммерческое партнерство «Детская студия анимации».
Фильм участвовал в конкурсной программе фестиваля Суздаль-2003
Фильм рассказывает о невозможности изменения линии судьбы.

## Сюжет
В лес пришёл охотник с ружьём. Все звери испугались, разбежались и попрятались. Пошёл сильный ливень, и на охотника упало дерево. Звери обрадовались, а медведь понёс охотника прочь из леса на холм, а там уронил. Оказалось, что охотник жив, только сильно пораненный. Медведь принёс охотника в лесную избушку, звери стали пострадавшего кормить и привыкли к нему. Но когда охотник выздоровел, он вспомнил свою прежнюю жизнь и взял в руки ружьё. А звери разбежались от него.

## Создатели
| режиссёр             | Сергей Айнутдинов                                                                  |
| сценаристы           | Сергей Айнутдинов, Роза Хуснутдинова                                               |
| художник-постановщик | Елена Лапшина                                                                      |
| аниматоры            | Наталья Беликова, В. Бурмистров, Е. Лапшина, Д. Сильницкая, И. Старцева, С. Ярутин |
| художники            | А. Данилова, Ю. Павенко, Е. Предеина                                               |
| оператор             | В. Киреев                                                                          |
| композитор           | Сергей Сидельников                                                                 |
| звукорежиссёр        | Сергей Сидельников                                                                 |
| монтажёр             | Л. Заложнева                                                                       |
| продюсер             | А. Федорченко                                                                      |
| роли озвучивали      | Т. Жвакина, Андрей Жжонов, В. Крылов                                               |

## Награды
- 2003 — Специальный приз VIII ОРФАК в Суздале.[1]